# РБ Лейпциг
«РБ Лейпциг» (нім. RB Leipzig від нім. RasenBallsport Leipzig e.V, не від Red Bull Leipzig) — німецький футбольний клуб з Лейпцига. Заснований 19 травня 2009 року.

## Історія
Клуб заснований в травні 2009 року, є п'ятим футбольним клубом, що належить компанії Red Bull, яка вже володіє такими командами: «Ред Булл» (Австрія), «Нью-Йорк Ред Буллз» (США), «Ред Булл Бразіл» (Бразилія) та «Ред Булл Гана» (Гана).
Історія клубу почалась з купівлі ліцензії в однієї з команд передмістя Лейпцига Маркранштадта. Зберігши команду та тренера Тіно Фогеля. Президентом став відомий в минулому футболіст Дітмар Баєрсдорфер. Через рік клуб змінив стадіон та почав свої виступи на «Центральштадіон», який згодом отримав нову назву «Ред Булл Арена».
У сезоні 2010/11 клуб дебютував у Регіональній лізі «Північ», очолив команду Томас Орал.
У сезоні 2012/13 клуб виходить до Третьої ліги, а наступного сезону до Другої Бундесліги.
Вже за результатами сезону 2015/16 «РБ Лейпциг» вийшов до Першої Бундесліги, де у своєму дебютному сезоні 2016/17 новачок найвищого дивізіону виборов срібні нагороди першості, напряму отримавши місце у груповому етапі Ліги чемпіонів 2017/18.
Другий сезон в елітному німецькому дивізіоні для лейпцизького клубу став менш успішним — шостий рядок у підсумковій турнірній таблиці чемпіонату і місце у другому кваліфікаційному раунді Ліги Європи наступного сезону. Надалі клуб із Лейпцига регулярно потрапляв до трійки призерів Бундесліги. Виключенням став сезон 2021/22, коли команда під керівництвом Доменіко Тедеско фінішувала на четвертому місці. 
У єврокубках «РБ Лейпциг» двічі зупинявся за крок до фіналу: спочатку в сезоні 2019/20 команда поступилася ПСЖ в єдиній грі (через пандемію Covid-19) з рахунком 0:3, а в сезоні 2021/22 німецький колектив до фіналу Ліги Європи не пустив шотландський «Рейнджерс» - 1:0 і 1:3. Також в цьому сезоні «РБ Лейпциг» досягнув свого найбільшого успіху в історії, вигравши Кубок Німеччини.

## Досягнення
Бундесліга
 Віцечемпіон Німеччини (2): 2017, 2021
 Бронзовий призер чемпіонату Німеччини (3): 2019, 2020, 2023
Кубок Німеччини
 Володар (2): 2022, 2023
 Фіналіст (2): 2019, 2021
Суперкубок Німеччини
 Володар (1): 2023
 Фіналіст (1): 2022
- Півфіналіст Ліги чемпіонів УЄФА (1): 2020
- Півфіналіст Ліги Європи (1): 2022

## Склад команди
Станом на 8 серпня 2025
| №  | Поз. | Нац.       | Гравець                                      |
| -- | ---- | ---------- | -------------------------------------------- |
| 1  | ВР   | Угорщина   | Петер Гулачі                                 |
| 3  | ЗХ   | Нідерланди | Лютсарел Гертрейда                           |
| 4  | ЗХ   | Угорщина   | Віллі Орбан (капітан)                        |
| 5  | ЗХ   | Франція    | Ель-Шадаль Бітшіабу                          |
| 6  | ПЗ   | Нідерланди | Езекіл Банзузі                               |
| 7  | ПЗ   | Норвегія   | Антоніо Нуса                                 |
| 8  | ПЗ   | Малі       | Амаду Гайдара                                |
| 9  | НП   | Бельгія    | Йоган Бакайоко                               |
| 10 | НП   | Нідерланди | Хаві Сімонс                                  |
| 11 | НП   | Бельгія    | Лої Опенда                                   |
| 13 | ПЗ   | Австрія    | Ніколас Зайвальд                             |
| 14 | ПЗ   | Австрія    | Крістоф Баумгартнер                          |
| 16 | ЗХ   | Німеччина  | Лукас Клостерманн                            |
| 17 | ЗХ   | Німеччина  | Рідле Баку                                   |
| 18 | ПЗ   | Бельгія    | Артур Вермерен                               |
| 19 | ЗХ   | Сербія     | Коста Неделькович (в оренді з «Астон Вілла») |
| 20 | ПЗ   | Німеччина  | Ассан Уедраого                               |
| 21 | ВР   | Німеччина  | Яніс Бласвіх                                 |
| 22 | ЗХ   | Німеччина  | Давід Раум                                   |

| №  | Поз. | Нац.               | Гравець           |
| -- | ---- | ------------------ | ----------------- |
| 23 | ЗХ   | Франція            | Кастелло Лукеба   |
| 24 | ПЗ   | Австрія            | Ксавер Шлагер     |
| 25 | ВР   | Німеччина          | Леопольд Цингерле |
| 26 | ВР   | Бельгія            | Мартен Вандевордт |
| 27 | НП   | Франція            | Тідьям Гоміс      |
| 29 | НП   | Німеччина          | Роберт Рамзак     |
| 30 | НП   | Словенія           | Беньямін Шешко    |
| 31 | ПЗ   | Німеччина          | Фаік Сакар        |
| 33 | ПЗ   | Сербія             | Андрія Максимович |
| 35 | ЗХ   | Німеччина          | Макс Фінкгрефе    |
| 36 | НП   | Німеччина          | Тімо Вернер       |
| 37 | НП   | Португалія         | Андре Сілва       |
| 39 | ЗХ   | Німеччина          | Беньямін Генрікс  |
| 44 | ПЗ   | Словенія           | Кевін Кампль      |
| 45 | ПЗ   | Північна Македонія | Еліф Елмас        |
| 47 | ПЗ   | Німеччина          | Фігго Гебель      |
| 49 | НП   | Кот-д'Івуар        | Ян Діоманде       |
|    | ПЗ   | Німеччина          | Нуа Ятта          |